# 機器戰士 極速對決
《機器戰士 極速對決》（韓語：애슬론 또봇）是由南韓「YOUNG TOYS」和「Retrobot」製作的動畫影集系列。
該影集為《機器戰士TOBOT》的衍生續作，其中主角操作的機器戰士車輛的一些原型是參照起亞起車旗下車款設計的。
於2018年3月3日，在東森幼幼台獨家首播。

## 主要角色[9]
凱休斯（Kyle Hughes）韓文：백해일
台灣版配音員：陳貞伃
第1季和第2季的主角，為機器戰士 Alpha、Beta、Theta 的駕駛員。
泰瑞（Taren Swift）韓文：강풍
台灣版配音員：穆宣名
第2季登場的主角，是機器戰士 旋風、瓦肯、洛基 的駕駛員。

## 機器戰士列表
機器戰士 Alpha（Athlon Alpha）韓文：애슬론 알파
機器戰士 Beta（Athlon Beta）韓文：애슬론 베타
機器戰士 Theta（Athlon Theta）韓文：애슬론 세타
機器戰士 旋風（Athlon Tornado）韓文：애슬론 토네이도
機器戰士 瓦肯（Athlon Vulcan）韓文：애슬론 발칸
機器戰士 洛基（Athlon Rocky）韓文：애슬론 록키

## 物品
核心球（Mind Core）韓文：마인드 코어
劇情設定是構成每個機器戰士個體本身與其人工智慧上，最重要的物品。

## 常用連結
- 機器戰士TOBOT 官方網站
- 機器戰士 TOBOT（韓語）官方 YouTube 頻道
- 機器戰士 TOBOT（英語）官方 YouTube 頻道
- 機器戰士，台灣的配音員（不完整）